# Henry Mordaunt, 4:e baron Mordaunt
Henry Mordaunt, 4:e baron Mordaunt, född cirka 1568 i Turvey, död den 13 februari 1608, var en engelsk adelsman. Han föddes 1568 som son till Lewis Mordaunt, 3:e baron Mordaunt och Elizabeth Mordaunt (flicknamn Darcy). Han hade en syster, Mary Mordaunt, som var född 1566. Mordaunt misstänktes ha varit inblandad i krutkonspirationen och fick för detta böta 10 000 mark och hållas fängslad i Towern 15 november 1605 till 3 juni 1606. Fångenskapen påverkade Mordaunts hälsa och påskyndade hans död. I sitt testamente förnekade han all medverkan i krutkonspirationen. En av anledningarna till att Mordaunt misstänktes ha varit inblandad i krutkonspirationen var för att konspiratören Robert Keyes fru Christina arbetade som guvernant åt Mordaunts barn.

## Familj
Mordaunt gifte sig med lady Margaret Compton, dotter till Henry Compton, 1:e baron Compton, någon gång innan 1 oktober 1593 (förmodat runt 1585) och tillsammans fick de barnen:
- Frances Brooke (flicknamn Mordaunt), född 1579
- John Mordaunt, 1:e earl av Peterborough, 5:e baron Mordaunt (18 januari 1598–19 juni 1644 alternativt 1642)
- James Mordaunt
- Henry Mordaunt
- Lewis Mordaunt
- Margaret Mordaunt
- Anne Mordaunt
- Frances Mordaunt
- Elizabeth Mordaunt
- Francis Mordaunt
- Anne Mordaunt